# Apodanthera longipedicellata
Apodanthera longipedicellata är en gurkväxtart som först beskrevs av Célestin Alfred Cogniaux, och fick sitt nu gällande namn av H.Schaef. och S.S.Renner. Apodanthera longipedicellata ingår i släktet Apodanthera och familjen gurkväxter. Inga underarter finns listade i Catalogue of Life.